# Гидродинамические исследования скважин
Гидродинамические исследования скважин (ГДИС) — совокупность различных мероприятий, направленных на измерение определенных параметров (давление, температура, уровень жидкости, дебит и др.) и отбор проб пластовых флюидов (нефти, воды, газа и газоконденсата) в работающих или остановленных скважинах и их регистрацию во времени.
Интерпретация ГДИС позволяет оценить продуктивные и фильтрационные характеристики пластов и скважин (пластовое давление, продуктивность или фильтрационные коэффициенты, обводнённость, газовый фактор, гидропроводность, проницаемость, пьезопроводность, скин-фактор и т. д.), а также особенности околоскважинной и удалённой зон пласта. Эти исследования являются прямым методом определения фильтрационных свойств горных пород в условиях залегания (in situ), характера насыщения пласта (газ/нефть/вода) и физических свойств пластовых флюидов (плотность, вязкость, объёмный коэффициент, сжимаемость, давление насыщения и т. д.).
Анализ ГДИС основан на установлении взаимосвязей между дебитами скважин и определяющими их перепадами давления в пласте.
Основы современной теории гидродинамических исследований скважин были заложены в трудах таких выдающихся ученых, как Лейбензон Л. С., Щелкачев В. Н., Маскет М., Чарный И. А. и др.

## Методы ГДИС
Различают ГДИС на установившихся режимах фильтрации — метод снятия индикаторной диаграммы (ИД) и на неустановившихся режимах — методы кривой восстановления давления (КВД), кривой падения давления (КПД), кривой восстановления уровня (КВУ) или кривой притока (КП).

### Испытатель пластов на трубах (ИПТ)
Испытание пласта — это технологический комплекс работ в скважине, связанный со спускоподъёмными операциями инструмента, созданием глубокой депрессии на пласт, многоцикловым вызовом притока пластовой жидкости и отбором глубинных проб с регистрацией диаграмм изменения давления и температуры на забое и в трубах автономными манометрами.
Каждый цикл состоит из открытого периода с регистрацией кривой притока (КП) и закрытого периода с регистрацией кривой восстановления давления (КВД). Продолжительность периодов выбирают, исходя из решаемой задачи. Так для определения начального пластового давления используют КВД после кратковременного притока (первый цикл), для отбора представительной пробы пластового флюида и оценки фактической продуктивности требуется большая продолжительность притока, а также длительная КВД для определения гидропроводности удалённой зоны пласта, потенциальной продуктивности и скин-фактора (второй цикл).
ИПТ применяют для испытаний пластов в открытом стволе в процессе бурения, а также в обсаженных и перфорированных скважинах, когда использование стандартных технологий КВД и ИД малоинформативно:
- в низко- и среднедебитных эксплуатационных скважинах,
- при наличии перфорации двух стратиграфически различных пластов,
- при работе скважины в режиме неустойчивого фонтанирования.

Преимущества ИПТ заключаются в возможности создания малого подпакерного объёма, что позволяет снизить влияние упругой реакции ствола скважины и, тем самым, получить необходимые условия фильтрации в пласте при существенно меньшей продолжительности исследований.
Тем не менее, время нахождения инструмента на забое скважины ограничено технологическими причинами (несколько часов). Поэтому радиус исследования пласта при ИПТ невелик и полученные параметры пласта лишь приблизительно характеризуют добывные возможности скважины в условиях длительной эксплуатации.

### Кривая восстановления давления (КВД)
Метод кривой восстановления давления (КВД) применяется для скважин, фонтанирующих с высокими и устойчивыми дебитами.
Исследование методом КВД заключается в регистрации давления в остановленной скважине (отбор жидкости прекращён), которая была закрыта путём герметизации устья после кратковременной работы с известным дебитом (тест Хорнера) или после установившегося отбора (метод касательной).
Для определения параметров удалённой от скважины зоны пласта длительность регистрации КВД должна быть достаточной для исключения влияния «послепритока» (продолжающегося притока жидкости в ствол скважины), после чего увеличение давления происходит только за счёт сжатия жидкости в пласте и её фильтрации из удалённой в ближнюю зону пласта (конечный участок КВД).
Продолжительность исследования эксплуатационной скважины методом КВД может составлять от нескольких десятков часов до нескольких недель, благодаря чему радиус исследования охватывает значительную зону пласта. Тем не менее, при большой длительности исследования конечные участки КВД могут быть искажены влиянием соседних скважин на распределение давления в удалённой зоне пласта.

### Кривая восстановления уровня (КВУ)
Метод кривой восстановления уровней (КВУ) применяется для скважин с низкими пластовыми давлениями (с низкими статическими уровнями), то есть нефонтанирующих (без перелива на устье скважины) или неустойчиво фонтанирующих.
Вызов притока в таких скважинах осуществляется путём снижения уровня жидкости в стволе скважины методом компрессирования или свабирования.
КВУ проводится в остановленной скважине (отбор жидкости прекращён) которая была закрыта путём герметизации устья. Из пласта продолжается затухающий со временем приток, сопровождающийся подъёмом уровня жидкости в стволе скважины. Производится регистрация глубины динамического уровня жидкости (ГЖР — газожидкостного раздела) и ВНР (водонефтяного раздела) с течением времени. Подъём уровня и рост столба жидкости сопровождается увеличением давления. Кривую изменения давления в этом случае называют кривой притока (КП). После полного прекращения притока и восстановления давления выполняют замер статического уровня и пластового давления.
Длительность регистрации КВУ или КП зависит от продуктивности скважины, плотности флюида, площади сечения поднимающегося в стволе скважины потока жидкости и угла наклона ствола скважины.
Обработка КВУ позволяет рассчитать пластовое давление, дебит жидкости и коэффициент продуктивности, а в случае регистрации глубины ВНР — обводнённость продукции. При совместной регистрации глубины уровня жидкости и давления глубинным манометром можно получить оценку средней плотности жидкости.
Попытки обработать КВУ по нестационарным моделям «с учётом притока» с целью получения гидропроводности удалённой зоны пласта и скин-фактора, как правило, малоинформативны из-за очень большой упругоёмности ствола скважины с открытым устьем или газовой шапкой. В такой ситуации влияние «послепритока» существенно на всём протяжении КВУ, а методики «учёта притока» часто не дают однозначной интерпретации КП. Для исключения влияния «послепритока» применяют изоляцию интервала испытания пакерами от остального ствола скважины с использованием ИПТ (см. выше).

### Индикаторные диаграммы (ИД)
Метод снятия индикаторной диаграммы (ИД) применяется с целью определения оптимального способа эксплуатации скважины, изучения влияния режима работы скважины на величину дебита. Индикаторные диаграммы строятся по данным установившихся отборов и представляют собой зависимость дебита от депрессии или забойного давления.
Метод установившихся отборов применим для скважин с высокими устойчивыми дебитами и предусматривает проведение замеров на 4-5 установившихся режимах. Отработка скважины, как правило, проводится на штуцерах с различными диаметрами. При каждом режиме измеряют забойное давление, дебиты жидкой и газообразной фаз пластового флюида, обводнённости и др.
Основными определяемыми параметрами являются фильтрационно-ёмкостные свойства призабойной зоны. Для более полной оценки фильтрационных характеристик пласта необходимо комплексирование с методом КВД в остановленной скважине (см. выше).

### Гидропрослушивание
Гидропрослушивание осуществляется с целью изучения параметров пласта (пьезопроводность, гидропроводность), линий выклинивания, тектонических нарушений и т. п. Сущность метода заключается в наблюдении за изменением уровня или давления в реагирующих скважинах, обусловленным изменением отбора жидкости в соседних возмущающих скважинах. Фиксируя начало прекращения или изменения отбора жидкости в возмущающей скважине и начало изменения давления в реагирующей скважине, по времени пробега волны давления от одной скважины до другой можно судить о свойствах пласта в межскважинном пространстве.
Если при гидропрослушивании в скважине не отмечается реагирование на изменение отбора в соседней скважине, то это указывает на отсутствие гидродинамической связи между скважинами вследствие наличия непроницаемого экрана (тектонического нарушения, выклинивания пласта). Таким образом, гидропрослушивание позволяет выявить особенности строения пласта, которые не всегда представляется возможным установить в процессе разведки и геологического изучения месторождения.